# Jan Helcelet

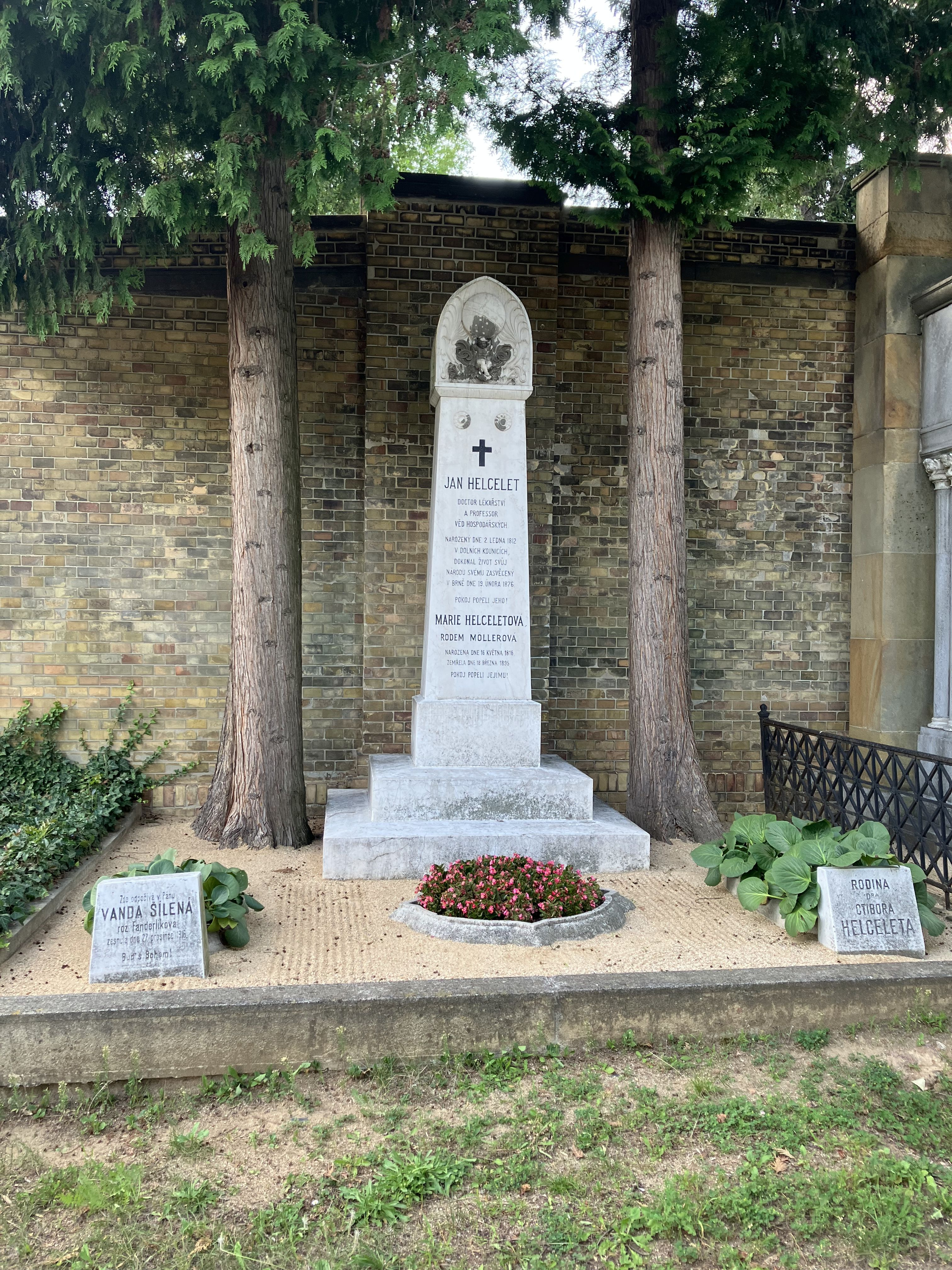
Hrob Jana Helceleta

Jan Helcelet (německy Johann Helzelet; 2. ledna 1812 Dolní Kounice – 19. února 1876 Brno) byl moravský přírodovědec, novinář, revolucionář a politik, poslanec Říšské rady a Moravského zemského sněmu a jeden z předáků staročeské Moravské národní strany.

## Život
Nejstarší známí předkové rodiny pocházeli ze švýcarského města Porrentruy (kanton Jura; tehdy ještě rodina používala příjmení Hölzlet). Ze Švýcarska se rodina přestěhovala na Moravu.
Jan nastoupil na gymnázium v Brně v září 1823. V duchu rodinné tradice se po maturitě vyučil mlynářem. Jako tovaryš pak cestoval po Moravě a Slezsku, než se dal na studium medicíny na Vídeňské univerzitě v letech 1834–38, pak strávil rok na Padovské univerzitě.
Poté, co v roce 1840 získal doktorát medicíny, odešel na krátký čas působit do nemocnice u sv. Anny v Brně. Od roku 1841 působil jako suplent, od roku 1846 pak jako řádný profesor, na Stavovské akademii a olomoucké univerzitě, kde nahradil zesnuvšího profesora Nestlera. Na univerzitě vyučoval přírodní vědy a polní hospodářství, to druhé od r. 1846 také pro studenty Právnické fakulty (na Akademii vyučoval oba obory). V té době k jeho studentům patřili například Gregor Mendel či Arnošt Förchtgott. V letech 1848/1849 také vedl přednášky o české literatuře.
Helcelet byl redaktorem Selských novin (1846–48) a spolu s Ignácem Janem Hanušem stál při založení Prostonárodních Holomouckých Novin. Ty vycházely v nákladu přibližně 1300 kusů týdně, čímž byly nejtištěnějším periodikem na Moravě. Jejich ukončení bylo vynuceno 28. dubna 1849. V letech 1851–58 pak redigoval literární časopis Koleda.
Helcelet se stal výraznou postavou revoluce roku 1848. Mimo jiné spolu s knížetem Jerzym Henrykem Lubomirskim připravili petici Slovanského sjezdu „Adresse oder Petition des Slaven-Congresses in Prag an Seine k.k. Majestät“. V ní se dožadovali zřízení federativního státu, ve kterém by si byly všechny národy rovny.
V roce 1849 se Helcelet přestěhoval do Brna, kde vyučoval na německé technice (ta vznikla přeměnou Stavovské akademie po přesunu z Olomouce).
Po obnovení ústavního systému se zapojil opět do politiky. V roce 1861 byl členem volebního výboru utvářející se Moravské národní strany (moravská obdoba staročeské strany), jež reprezentovala české hnutí a zároveň specifický politický proud moravského vlastenectví. V letech 1861–73 zasedal na Moravském zemském sněmu. Poslanecký slib skládal v únoru 1867 v češtině. V roce 1861 nastoupil i jako poslanec Říšské rady (kurie venkovských obcí, obvod Dačice, Telč, Jemnice). Jeho rezignace na poslanecký mandát byla oznámena dopisem z 25. listopadu 1864. Podle jiných zdrojů setrval i na Říšské radě až do roku 1873, ale rejstříky poslanců ho v ní neuvádějí.
Helcelet se také výrazně účastnil českého kulturního života. Kromě již zmíněného Hanuše byl ve spojení s Františkem Matoušem Klácelem a zejména byl ve styku s Boženou Němcovou, jejíž dílo významně ovlivnil. 2. prosince 1862 se zasadil o vznik první sokolské jednoty na Moravě.
Je pohřben na Ústředním hřbitově v Brně.
Jeho syn Ctibor Helcelet byl rovněž českým politikem a sokolským organizátorem. Dcera Božena se provdala za advokáta Josefa Fanderlíka.

## Dílo
- Korespondence a zápisky (s biografickou předmluvou J. Kabelíka), 1910. Dostupné online.